# Heidi Marguerite Anderson
Heidi Marguerite Anderson (1944) es una botánica, brióloga, y paleobotánica sudafricana.
Desde 1978, trabaja con base en el Instituto de Investigación Botánica, Pretoria y recolectando ampliamente en la Formación Molteno del Triásico Tardío. Ha publicado floras del Gondwana Triásico incluyendo interacciones del Triásico planta-insecto.

## Biografía
En 1967 se graduó con un BSc (hons.) Y en 1977, obtuvo el doctorado por la Universidad de Witwatersrand en paleobotánica.
En 1968, se casó con el paleobotánico británico John M. Anderson (1943).

## Algunas publicaciones
- HOLMES, W.B.K., ANDERSON, Heidi M.; WEBB. J. A. 2010. The Middle Triassic Megafossil Flora of the Basin Creek Formation. Nymboida Coal Measures, NSW, Australia. Parte 8. The Genera Nilssonia, Taeniopteris, Linguifolium, Gontriglossa and Scoresbya. Proceedings of the Linnean Society of New South Wales 131: 1-26

- SYTCHEVSKAYA, E.K., ANDERSON, Heidi M.; ANDERSON, J.M. 2009a. Late Triassic fishes of South Africa. En M. Shishkin & V.P. Tverdohlebov (eds) Research on paleontology and biostratigraphy of ancient continental deposits (Memories of Professor Vitalii G. Ochev). Saratov: Nauchnaya Kniga Publishers, pp. 197–215 (en ruso)

- SELDON, P. A., ANDERSON, Heidi M.; ANDERSON, J.M. 2009b. A review of the fossil record of spiders (Araneae) with special reference to Africa, and description of a new specimen from the Triassic Molteno formation of South Africa. African Invertebrates 50: 105–116

- HOLMES, W.B.K.; ANDERSON, Heidi M. 2008a. The Middle Triassic Megafossil Flora of the Basin Creek Formation. Nymboida Coal Measures, NSW, Australia. Parte 7. Cycadophyta. Proceedings of the Linnean Society of New South Wales 129, 113-149

- ANDERSON, Heidi M., HOLMES, W.B.K.; FITNESS, L.A. 2008b. Stems with attached Dicroidium leaves from the Ipswich Coal Measures, Queensland, Australia. Memoires of the Queensland Museum 52 (2): 1–11

- HOLMES, W.B.K.; ANDERSON, Heidi M. 2007. The Middle Triassic Megafossil Flora of the Basin Creek Formation. Nymboida Coal Measures, NSW, Australia. Parte 6. Ginkgophyta. Proceedings of the Linnean Society of New South Wales 128, 155-200

- HOLMES, W.B.K.; ANDERSON, Heidi M. 2005a. The Middle Triassic megafossil flora of the Basin Creek Formation, Nymboida Coal Measures, New South Wales, Australia. Parte 4. Umkomasiaceae. Dicroidium and affiliated fructifications. Proceedings of the Linnean Society of New South Wales 126: 1–37

- HOLMES, W.B.K.; ANDERSON, Heidi M. 2005b. The Middle Triassic megafossil flora of the Basin Creek Formation, Nymboida Coal Measures, New South Wales, Australia. Parte 5. The genera Lepidopteris, Kurtziana, Rochipteris and Walkomiopteris. Proceedings of the Linnean Society of New South Wales 126: 39–79

- SCOTT, A. C., ANDERSON, J.M., ANDERSON, Heidi M. 2004. Evidence of plant–insect interactions in the Upper Triassic Molteno Formation of South Africa. Journal of the Geological Society, London 161: 401–410

- ANDERSON, J.M., ANDERSON, Heidi M., MACRAE, C.S. 1999a. Freezing cold to searing heat. Plant and insect life of the Karoo Basin, pp 140–166. En C.S. MacRae, Life etched in stone. The Geological Society of South Africa, Johannesburgo

- SELDON, P. A., ANDERSON, J.M., ANDERSON, Heidi M., FRASER, N.C. 1999b. Fossil araneomorph spiders from the Triassic of South Africa and Virginia. Journal of Arachnology 27:401–414

- ANDERSON, J.M., ANDERSON, Heidi M., ARCHANGELSKY, S., BAMFORD, M., CHANDRA, S., DETTMANN, M., HILL, R., McLOUGHLIN, S., RÖSLER, O. 1999c. Patterns of Gondwana plant colonisation and diversification. Journal of African Earth Science 28: 145–167

- ANDERSON, J.M., ANDERSON, Heidi M., CRUICKSHANK, A.R.I. 1998. Late Triassic ecosystems of the Molteno/Elliot biome of southern Africa. Palaeontology 41: 387–421

- ANDERSON, Heidi M., ANDERSON, J.M. 1997a. Why not look for proangiosperms in the Molteno Formation? Proceedings of the 4th European Palaeobotanical and Palynological Conference, Herngreen, The Netherlands 58, 73-80

- ANDERSON, Heidi M., ANDERSON, J.M. 1997b. Towards new paradigms in Permo-Triassic Karoo palaoeobotany (and associated faunas) through the last 50 years. Paleontología Africana 33:11–21

- ANDERSON, J.M., ANDERSON, Heidi M., FATTI, L.P., SICHEL, H. 1996. The Triassic explosion (?): a statistical model for extrapolating biodiversity based on the terrestrial Molteno Formation. Palaeobiology 22: 318–328

- ANDERSON, J.M., ANDERSON, Heidi M. 1995a. The Molteno Formation: window onto Late Triassic floral diversity. En D.D. Pant (ed.) Proceedings of the International Conference on Global Environment and Diversification of Plants through Geological Time: 27–40. Society of Indian Plant Taxonomists. Allahabad, India

- CAIRNCROSS, B., ANDERSON, J.M., ANDERSON, Heidi M. 1995b. Palaeoecology of the Triassic Molteno Formation, Karoo Basin, South Africa – sedimentological and palaeoecological evidence. South African Journal of Geology. 98 (4): 452-478

- ANDERSON, Heidi M., HILLER, N., GESS, R.W. 1995c. Archaeopteris (Progymnospermopsida) from the Devonian of Southern Africa. Botanical Journal of the Linnean Society 117, 305-320

- SCOTT, L., ANDERSON, J.M., ANDERSON, Heidi M. 1995d. Chapter 4.2 The early vegetation history, pp 62-84. En Vegetation of South Africa (libro), Cambridge University Press

- Gibbs Russell, L. W., M. Koekermoer, L. Smook, N. P. Barker, H. M. Anderson & M. J. Dallwitz. 1990. Grasses of Southern Africa. Mem. Bot. Surv. S. Africa 58: i–ix

### Libros
- ANDERSON, Heidi M., ANDERSON, J.M. 2008. Molteno ferns: Late Triassic biodiversity in southern Africa. Strelitzia 21. South African National Biodiversity Institute, Pretoria. 258 pp. ISBN 1919976361, ISBN 9781919976365

- ANDERSON, J.M., ANDERSON, Heidi M. & CLEAL, C.J. 2007. Brief history of the gymnosperms: classification, biodiversity, phytogeography and ecology. Strelitzia 20. South African National Biodiversity Institute, Pretoria. 280 pp. ISBN 1919976396, ISBN 9781919976396

- ANDERSON, J.M. & ANDERSON, Heidi M. 2003. Heyday of the gymnosperms: systematics and biodiversity of the Late Triassic Molteno fructifications. Strelitzia 15. National Botanical Institute, Pretoria. 398 pp.

- ANDERSON, Heidi M. 2001. Vascular and Non-vascular Plant Community Responses to Created Microtopographies in a Managed Forested Wetland. Ed. Michigan Technological University, 180 pp.

- ANDERSON, J.M., ANDERSON, Heidi M. 1989. Palaeoflora of southern Africa: Molteno Formation (Triassic), vv. 2: Gymnosperms (excluding Dicroidium). Balkema, Róterdam. 567 pp.

- ANDERSON, J.M., ANDERSON, Heidi M. 1985. Palaeoflora of southern Africa: Prodromus of South African megafloras, Devonian to Lower Cretaceous. Balkema, Róterdam. 423 pp.

- ANDERSON, J.M., ANDERSON, Heidi M. 1983. Palaeoflora of southern Africa: Molteno Formation (Triassic), vv. 1: Part 1, Introduction, Part 2, Dicroidium. Balkema, Róterdam. 227 pp. ISBN 9061912822, ISBN 9789061912828

## Honores
- 2011: afiliada como paleobotánica honoraria del Instituto Bernard Price de Palaeontology Research de la Universidad de Witwatersrand
- 1978-2002: representante Regional para África de la Organización Internacional de Paleobotánica (PIO)
- 2001-actualidad: miembro del Comité de Nomenclatura de Plantas Internacional (fósiles)